# Casa de Francisco de Solís
La Casa de Francisco de Solís es una casa-palacio del siglo XV de la ciudad de Salamanca.

## Descripción
Su fachada, del siglo XVI, tiene decoración sencilla destacando los escudos de la familia Solís en el centro y otros dos a los lados de la puerta que parecen pertenecer a otras familias nobles emparentados con los Solís.
El edificio, situado en el Recodo de San Benito fue utilizado durante las luchas nobiliarias de la Guerra de los Bandos, por lo que llegó a tener torre de defensa.
Actualmente servicio de publicaciones de la Universidad de Salamanca.